# Mesa de Méndez
Mesa de Méndez är en ort i Mexiko.   Den ligger i kommunen Pénjamo och delstaten Guanajuato, i den centrala delen av landet, 300 km väster om huvudstaden Mexico City. Mesa de Méndez ligger 2 261 meter över havet och antalet invånare är 278.
Terrängen runt Mesa de Méndez är kuperad. Runt Mesa de Méndez är det ganska tätbefolkat, med 108 invånare per kvadratkilometer. Närmaste större samhälle är Pénjamo, 5,6 km söder om Mesa de Méndez. Omgivningarna runt Mesa de Méndez är en mosaik av jordbruksmark och naturlig växtlighet.